# Fugitive Slave Act

Le  Fugitive Slave Act (en frrançais, loi sur les esclaves fugitifs) est constitué de deux lois fédérales adoptées par le Congrès américain, respectivement, le 12 février 1793 et le 18 septembre 1850. La seconde s’inscrit dans le cadre du compromis de 1850, accord entre les États du Sud, agraires et esclavagistes, et ceux du Nord, industriels et abolitionnistes. Ces lois régissent les modalités d'extradition des esclaves en fuite et de leur restitution à leur propriétaire.
La Constitution de 1787 ne mentionne pas explicitement le cas des esclaves fugitifs. Une question demeure non tranchées : un esclave qui s’échappe d’un état exclavagiste pour recouvrer sa liberté dans un autre État commet-il un crime pour lequel ce second état doit collaborer ? Ce flou juridique, combiné aux profondes divergences entre esclavagistes et abolitionnistes, complique toute coopération entre États du Sud et du Nord et engendre de vives tensions. Face à ces conflits, le Congrès intervient en légiférant sur cette question précise.

## La loi de 1793

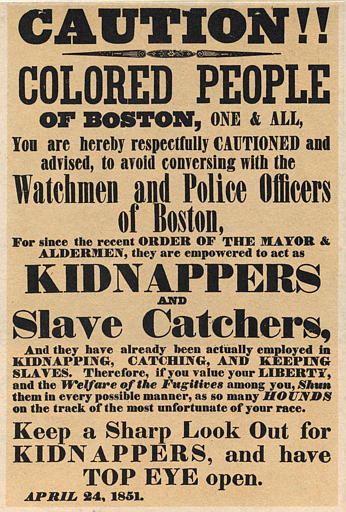
Affiche apposée sur les murs de Boston informant la population noire de la présence de policiers traquant les fugitifs en 1851.

Le premier Fugitive Slave Act est voté par le Congrès en février 1793 en réaction à un conflit entre les États de Pennsylvanie et de Virginie lié au problème lié au cas de John Davis, un esclave qui a fui son propriétaire, un certain Miller, pour se réfugier en Pennsylvanie. Le litige était le suivant : le gouverneur de l'État de Pennsylvanie, Thomas Mifflin, demandait l’extradition de trois Virginiens accusés d'avoir enlevé en Pennsylvanie John Davis pour le compte de son propriétaire, demande que le gouverneur de l'État de Virginie, Beverley Randolph, refusait sous prétexte que Davis était un esclave fugitif, et que les lois de Virginie autorisait sa capture, ce à quoi Thomas Mifflin rétorquait que Davis était un homme libre selon des lois de Pennsylvanie et devait être protégé dans cet état. Confronté à cette double lecture juridique entre les deux états, Thomas Mifflin s'adresse au président George Washington pour qu'il soumette au Congrès une loi qui permette de trancher pour ce cas et des cas similaires.
De même, cette loi confirme les dispositions de la Constitution qui officialisent et protègent l’esclavage. Elle définit comme crime fédéral toute aide à un esclave en fuite et définit des mécanismes légaux par lesquels ces derniers doivent être arrêtés, traduits devant un juge et retournés à leur maître.
Enfin, la loi précise qu’un esclave considéré comme fugitif peut être capturé à n’importe quel moment et n’importe où sur le territoire des États-Unis (y compris dans les États dits libres). Le cas échéant, cette mesure s’applique également aux enfants nés d’une mère esclave.
Cette loi est promulguée par le président George Washington le 12 février 1793.
L’une des conséquences majeures de cette loi est le développement d’une nouvelle profession, les slave-catchers (litt. captureurs d’esclaves) dont le but est de rechercher, capturer les esclaves en fuite et les remettre à leur propriétaire contre rémunération. Bien souvent, ces chasseurs vont outrepasser la loi, capturant des Afro-Américains libres pour les revendre comme esclaves. Du fait qu’un esclave ne peut se porter partie civile et déposer une plainte pour recouvrer leur liberté, ils ont peu de chance d’échapper à ce détournement de la loi.
Au début du XIXe siècle, des lois sur la liberté individuelle sont adoptées pour entraver l’application du Fugitive Slave Act, surtout après l’abolition de la traite des esclaves. L’Indiana (1824) et le Connecticut (1828) accordent aux fugitifs le droit à un procès devant jury en cas d’appel. En 1840, New York et le Vermont étendent ce droit et facilitent l’accès à des avocats. Dès la première décennie du siècle, l’opposition à la loi de 1793 se manifeste aussi par la structuration de l’aide aux esclaves voulant fuir vers le Canada ou la Nouvelle-Angleterre, connue sous le nom de chemin de fer souterrain.

## La loi de 1850
Au début des années 1840, il existe encore de nombreuses sources de tension entre les États du Sud et ceux du Nord concernant l’esclavagisme. L’un des principaux points de friction concerne le manque chronique d’assistance offerte par les représentants de l’ordre nordistes pour aider les propriétaires d’esclaves et leurs agents à retrouver les esclaves fugitifs.
En 1842, la Cour suprême des États-Unis rend une décision dans l’affaire dite Prigg v. Pennsylvania (en) indiquant qu’un État n’est pas tenu d’apporter de l’aide dans la recherche et la capture d’esclaves fugitifs. Parallèlement, certains États du Nord votent des lois exigeant une décision de justice pour toute demande de renvoi d’esclave vers un autre état. Enfin, d’autres interdisent l’utilisation des prisons locales et l’aide des fonctionnaires de police pour les opérations de recherche, d’arrestation et de renvoi.
En réponse à ces décisions des états nordistes, le Congrès, à tendance sudiste, vote le 18 septembre 1850 une seconde loi, la Fugitive Slave Law écrite par James Murray Mason et soutenue notamment par John Caldwell Calhoun qui rend tout agent de police officiel punissable d’une amende allant jusqu’à 1 000 dollars en cas de refus d’arrestation d’une personne soupçonnée d’être un esclave en fuite.
Cette loi oblige tous les officiels à arrêter toute personne suspectée d’être un esclave en fuite, sans que son propriétaire n’ait à prouver qu’il en est le propriétaire et les suspects ne peuvent plus faire appel au tribunal pour se défendre. Enfin, toute personne aidant un fugitif en lui fournissant des soins ou même de la nourriture est passible de six mois d’emprisonnement ainsi que d’une amende pouvant aller jusqu’à 1 000 dollars.
De fait, cette loi place les États du Nord et leurs institutions devant un dilemme : soit assumer d’être en porte-à-faux par rapport à une loi qu’ils trouvent fondamentalement injuste, soit la respecter sans écouter leur conscience.

## Réactions et conséquences
Les réactions des nordistes à ces lois sont nombreuses et souvent très vives. Dans leur grande majorité, les abolitionnistes ne changèrent pas leurs modes d’action, considérant, à l’instar de Harriet Tubman, cette loi comme un obstacle supplémentaire. L’effet le plus visible fut que le Canada devint la nouvelle terre d’asile pour les esclaves en fuite.
Un autre effet de cette loi a été la séparation de l’église méthodiste épiscopale qui refuse officiellement de prendre parti en plusieurs églises distinctes, la Wesleyan Church qui fait sécession en 1843 et les Free Methodists en 1860.
Avec la déclaration de la guerre de Sécession, le général Butler justifie son refus de renvoyer les esclaves en fuite par l’argument selon lequel, l’Union étant en guerre avec la Confédération sudiste, les esclaves peuvent être confisqués comme prise de guerre et ensuite rendus à la liberté.
Après de nombreux débats et hésitations, le gouvernement publie une décision le 13 mars 1862 interdisant à tous les officiers de l’armée fédérale de rendre les esclaves fugitifs, ce qui annule de fait la loi.
Par la suite, la proclamation d'émancipation signée par le président Abraham Lincoln le 1er janvier 1863, suivie par la promulgation du Treizième amendement de la Constitution le 1er février 1865 et ratifiée le 6 décembre 1865 règle définitivement le problème. Les États du Sud tenteront de contourner le problème par l'établissement diverses réglementations ségrégationnistes.

#### Essais
- (en-US) Virginia Hamilton, Anthony Burns: The Defeat and Triumph of a Fugitive Slave, New York, Scholastic, 1988, rééd. 4 janvier 1993, 212 p. (ISBN 9780679839972, lire en ligne),
- (en-US) Melvin I. Urofsky, A March of Liberty : A Constitutional History of the United States, New York, Knopf, 1er janvier 1988, 1096 p. (ISBN 9780394564142, lire en ligne),
- (en-US) Thomas G. West, Vindicating the Founders: Race, Sex, Class, and Justice in the Origins of America, Lanham, Maryland, Rowman & Littlefield Publishers, 28 janvier 1997, 248 p. (ISBN 9780847685165, lire en ligne)
- (en-US) William L. Barney, The Civil War and Reconstruction: A Student Companion, New York, Oxford University Press, USA, 1er janvier 2001, 376 p. (ISBN 9780195115598, lire en ligne),

- (en-US) Deborah H. Deford, African Americans During the Civil War, New York, Chelsea House Publications, 1er janvier 2006, 120 p. (ISBN 9780816061389, lire en ligne),
- (en-US) James A. Corrick, The Civil War and emancipation, Detroit, Lucent Books, 10 décembre 2007, 112 p. (ISBN 9781420500080, lire en ligne)

- (en-US) Earl M. Maltz, Fugitive Slave on Trial: The Anthony Burns Case and Abolitionist Outrage, Lawrence, Kansas, University Press of Kansas, 26 octobre 2010, 186 p. (ISBN 9780700617357, lire en ligne)

#### Articles
- (en-US) Fred Landon, « The Negro Migration to Canada after the Passing of the Fugitive Slave Act », The Journal of Negro History, Vol. 5, No. 1,‎ janvier 1920, p. 22-36 (15 pages) (lire en ligne),
- (en-US) Allen Johnson, « The Constitutionality of the Fugitive Slave Acts », The Yale Law Journal, Vol. 31, No. 2,‎ décembre 1921, p. 161-182 (22 pages) (lire en ligne),
- (en-US) C. W. A. David, « The Fugitive Slave Law of 1793 and its Antecedents », The Journal of Negro History, Vol. 9, No. 1,‎ janvier 1924, p. 18-25 (8 pages) (lire en ligne),
- (en-US) Paul Finkelman, « The Kidnapping of John Davis and the Adoption of the Fugitive Slave Law of 1793 », The Journal of Southern History, Vol. 56, No. 3,‎ août 1990, p. 397-422 (26 pages) (lire en ligne),
- (en-US) Anthony J. Sebok, « Judging the Fugitive Slave Acts », The Yale Law Journal, Vol. 100, No. 6,‎ avril 1991, p. 1835-1854 (20 pages) (lire en ligne),
- (en-US) H. Robert Baker, « The Fugitive Slave Clause and the Antebellum Constitution », Law and History Review,Vol. 30, No. 4,‎ novembre 2012, p. 1133-1174 (42 pages) (lire en ligne),

### Sources primaires
- (en-US) « Fugitive Slave Act of 1793 »
- (en-US) « Fugitive Slave Act 1850 »